# ت ع م+08:30

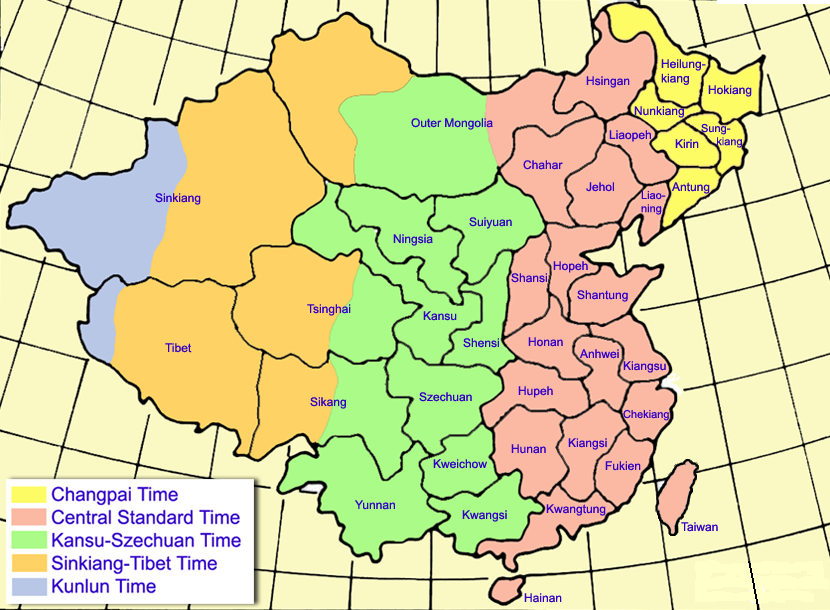

التوقيت العالمي المنسق +08:30 أو ت ع م+08:30 {بالإنجليزية:UTC+08:30} هو مقابلة الوقت المحلي للتوقيت العالمي المنسق، حيث يزيد فيه التوقت المحلي عن التوقيت العالمي بقدار 8.5 ساعة (+8.30).